# Math zoon van Mathonwy
Math zoon van Mathonwy (Welsh:Math fab Mathonwy) is een van de vier 'takken' van de middeleeuwse verzameling Welshe verhalen, de Mabinogion. Math is de heer van Gwynned, die leeft, zolang hij zijn voeten kan leggen in de schoot van een maagd, tenzij hij in oorlog is. Hij voert oorlog met Pryderi, de zoon van Pwyll, omwille van zijn neven Gilvaethwy en Gwydyon en wordt ten slotte opgevolgd door Lleu, de zoon van zijn nicht Aranrhod.

## Verhaal

### Gilvaethwy, Gwydyon en Goewin
Terwijl Pryderi, de zoon van Pwyll in het zuiden van Wales over eenentwintig 'cantraven' heerst, is Math, de zoon van Mathonwy heer van Gwynned in het noorden. Math kan zijn voeten leggen in de schoot van de maagd Goewin, de dochter van Pebin, terwijl hij rust in Caer (burcht) Dathal. Zijn neven Gilvaethwy en Gwydyon, de zonen van Math's zuster Dôn (Ierse godin Dana) reizen in zijn plaats door het land. Gilvaethwy wordt verliefd op Goewin en de magiër Gwydyon verzint een ingewikkelde list, zodat zijn broer met haar kan slapen.
Gwydyon vertelt zijn heer Math, dat Pryderi, de heer van het zuiden, prachtige zwijnen heeft en hoe zij in Math's bezit kunnen komen: Gwydyon zal er Pryderi om vragen. Als Pryderi zegt, dat hij de zwijnen niet zomaar kan schenken, tovert Gwydyon twaalf prachtige zwarte hengsten en twaalf zwarte honden, allemaal met een witte borst, samen met prachtige leidsels, zadels, halsbanden, riemen en schilden. Daarvoor wil Pryderi zijn zwijnen wel ruilen, maar na een dag komt hij er achter dat alles toverij is en niet echt en zet de achtervolging in. Math verlaat zijn burcht om de zwijnen te bekijken en met zijn troepen tegen Pryderi op te trekken. Die nacht slaapt Gilvaethwy met Goewin in Math's bed. Er worden slagen geleverd, maar Pryderi moet een wapenstilstand sluiten, Math is te sterk. Als de legers ondanks het bestand onderling strijden, vraagt Pryderi om een gevecht van man tegen man met Gwydyon, de oorzaak van de oorlog. In dat gevecht komt Pryderi om het leven. Thuisgekomen krijgt Math te horen van Goewin hoe ze was verkracht door zijn neven en hij roept ze bij zich. Aangezien hij een grotere magiër is dan Gwydyon, straft hij hen in het wild samen te leven als hinde en hertebok en na een jaar terug te komen. Het jong dat ze na een jaar mee terug brengen, wordt weer in een mens veranderd en krijgt de naam Hyddwn. Wie hinde was, wordt een beer en de hertebok wordt zeug en na een jaar komen ze terug naar het hof, met een jong varken. Het jong wordt weer mens en krijgt de naam Hychdwn. Weer veranderen de neven van geslacht, ditmaal worden ze wolf en wolvin. na een jaar komen ze terug met een jong wolfje, dat weer mens wordt en Bleiddwn wordt genoemd. Ditmaal vindt Math dat ze genoeg zijn gestraft en Gilvaethwy en Gwyyon worden weer mannen.

### Aranrhod en Lleu
Math moet op zoek naar een nieuwe maagd om in haar schoot zijn voeten te leggen en de neven raden hem hun zuster Aranrhod, de dochter van Dôn, aan. Om te bewijzen dat ze maagd is moet ze over Math's toverstaf stappen. Maar als ze er over heen stapt laat ze een jongen vallen, die de naam Dylan krijgt, zoon van Ton (golf). Een ander kind, dat op de grond valt, wordt snel opgeraapt door Gwydyon, in een doek gewikkeld en een kist gelegd aan het voeteinde van zijn bed. Gwydyon neemt de zorg voor de jongen op zich en gaat met hem als hij vier jaar is naar zijn moeder Aranrhod. Zij weigert hem een naam te geven, of wapens of een echtgenote, maar door listen weet Gwydyon haar zover te krijgen, dat ze hem Lleu Llaw Gyffes, Lleu Vaardige Hand (Lugh) noemt en hem wapens geeft.

### Blodeuedd
Math en Gwydyon zorgen voor een echtgenote voor Lleu: een vrouw gemaakt van bloemen, Blodeuedd (bloemen). Lleu en Blodeudd trouwen en hij wordt heer van de cantraaf Dinoding (Eivyonydd en Ardudwy) en houdt hof in Mur Castell (kasteelmuur).
Als op een dag Lleu naar het hof van Math is afgereisd, krijgt Blodeuedd  bezoek van Goronwy the Staunch (trouwe), heer van Penllyn. Ze worden verliefd en hij blijft drie nachten bij haar. Ze maken een plan om Lleu van het leven te beroven. Net als in het verhaal van Simson en Delila moet Blodeuedd aan haar man vragen hoe hij kan sterven. Lleu legt haar uit, dat daar een speer voor nodig is, waar een jaar lang aan gewerkt is, als iedereen op zondag naar de mis is. Daarbij kan hij niet binnen of buiten, te voet of te paard, worden gedood. Alleen als hij uit bad stapt aan een rivieroever en een voet zet op een geit kan hij door die speer worden gedood. En zo gebeurt en op dat moment verandert lleu in een adelaar. Gwydyon komt er achter waar hij verblijf houdt door een zeug te volgen, die aan de voet van een boom van rottend vlees eet. Het is de adelaar, die in de top van de boom zijn vlees afschudt. Gwydyon weet hem zo ver te krijgen, dat hij op zijn knie landt en weer in een mens verandert en hij neemt hem mee naar huis. Na een jaar is Lleu weer de oude. Math en Gwydyon gaan naar Blodeuedd en Goronwy in Ardudwy. Ze veranderen haar in een uil, Bloedeuwedd (bloemgezicht) en Goronwy wordt op dezelfde plek aan de oever van de rivier door lleu met een speer doorstoken. Llech (steen) Oronwy herinnert nog steeds aan de plek waar Goronwy het leven liet. Lleu heroverde het land en regeerde daarna over Gwynedd.